# Kim Yoo-jin
Kim Yoo-jin est un footballeur sud-coréen né le 19 juin 1983 à Busan. Il évolue au poste de défenseur.

## Biographie
Kim Yoo-jin est formé aux Suwon Samsung Bluewings. Après un prêt au Korean Police FC, il joue en faveur du Busan I'Park.
Kim Yoo-jin joue par la suite en faveur de clubs japonais : le Sagan Tosu et le Yokohama FC.
En 2011, il rejoint le championnat de Chine, en s'engageant avec le club de Liaoning Whowin.
En 2013, il s’expatrie en Thaïlande, rejoignant l’équipe de Muangthong United.